# Каунт Осси
Каунт Осси (при рождении Освальд Вильямс; 1926, Сент-Томас, Ямайка — 18 октября 1976) — ямайский барабанщик, Мастер игры на джембе, лидер группы Mystic Revelation Of Rastafari.

## Биография
Каунт Осси провел детство среди приверженцев только что появившейся в то время религии Растафарианство. Очень рано он начал играть на африканских барабанах и петь в традиционном Афро-карибском стиле. В начале пятидесятых Осси основал колонию растаманов в Рокфорте, на востоке от Кингстона. Несколько лет спустя он организовал группу, которая позже получила название Mystic Revelation Of Rastafari (в переводе на русский — Мистическое Откровение Растафари). Вместе со своей группой Осси выпустил всего два альбома: Grounation (1973) и Tales Of Mozambique (1975). Вскоре после выхода последнего альбома, в 1976 году в возрасте пятидесяти лет Каунт Осси умер. По одной версии Осси погиб в автокатастрофе на пути из Кингстона в Сейнт Томас, другие источники утверждают, что лидер группы Mystic Revelation Of Rastafari был затоптан толпой после своего концерта на Национальной Арене Кингстона.

## Дискография
- Grounation (1973), Ashanti
- Tales Of Mozambique (1975)
- Man From Higher Heights (1983)
- Remembering Count Ossie: A Rasta Reggae Legend (1996)